# اقتراع عمومي

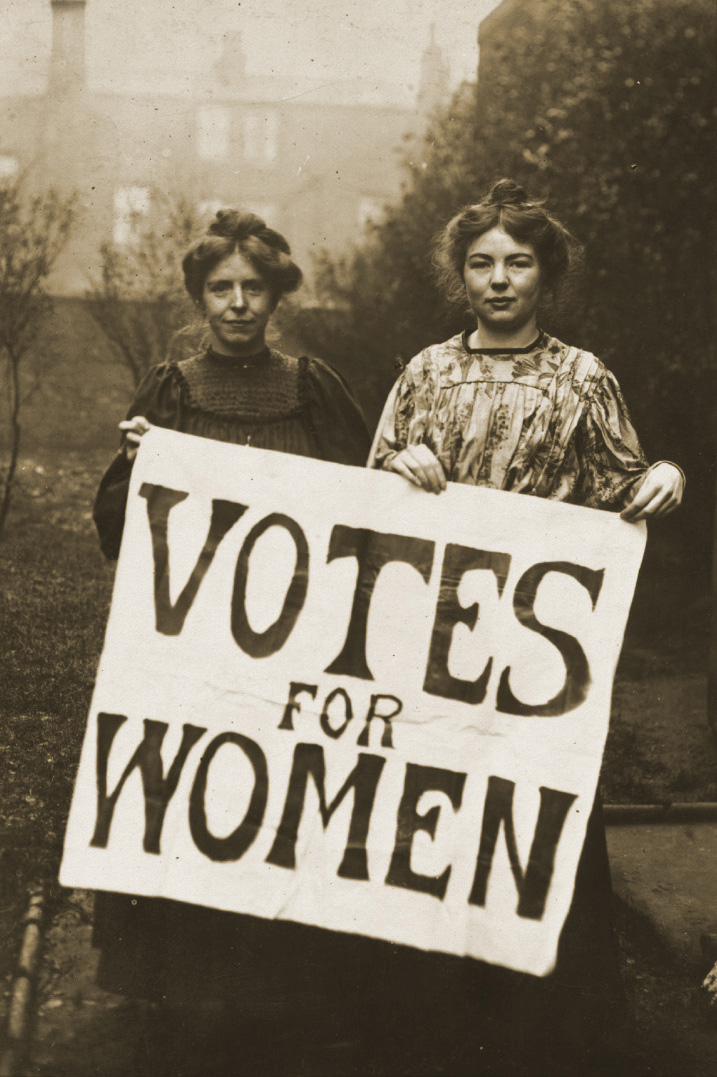

الاقتراع العمومي (يُسمى أيضًا الانتخاب العام، والاقتراع العام للرجل العادي) يمنح حقَ التصويت لجميع المواطنين البالغين، بغض النظر عن الثروة، أو الدخل، أو الجنس، أو الوضع، الاجتماعي، أو العرق، أو الإثنية، أو أي قيود أخرى، ما عدا بعض الاستثناءات البسيطة نسبيًا. كان مصطلح الاقتراع العمومي، عند استخدامه من قبل الإصلاحيين في بريطانيا في القرن التاسع عشر، يُفهم على أنه يشير إلى حق الرجال في الاقتراع. وُسّع مفهوم الاقتراع العمومي ليشمل النساء في فترات لاحقة من خلال حركات المطالبة بمنح حق التصويت للمرأة.
هناك اختلافات بين الدول من ناحية التفاصيل المتعلقة بالحق في التصويت؛ عادة ما يتراوح الحد الأدنى للعمر المُفترض للمصوت بين 18 و25 عامًا (انظر سن الرشد)، ويُحرم في بعض البلدان «المرضى العقليون، وفئات معينة من المجرمين المدانين، والمعاقبون على بعض الجرائم الانتخابية» من حقهم في التصويت. في معظم البلدان، أُعطيت المرأة الحق في التصويت من خلال الاقتراع العمومي للراشدين (الحق في التصويت، وليس بالضرورة الحق في الترشح) بعد جيل واحد تقريبًا من سريان القوانين التي أعطت جميع الرجال الحق في الاقتراع، وكانت فرنسا (التي لم تُعطِ النساء الحق في التصويت حتى عام 1944) واليونان (عام 1952) وسويسرا (عام 1971) أشهر الاستثناءات الأوروبية على ذلك.
اختصرت الحكومات في البلدان الديمقراطية الحديثة الأولى الحق في التصويت على أصحاب الأملاك والثروات، وهو ما يعني، بشكل شبه دائم، أقلية ذكورية من السكان. أضافت بعض الولايات القضائية شروطًا أخرى للناخبين كاتباعهم دينًا معينًا. ازداد عدد الأشخاص الذين يمتلكون الحق في التصويت في جميع الديمقراطيات الحديثة تدريجيًا مع مرور الوقت. انتشرت في القرن التاسع عشر، في أوروبا وبريطانيا العظمى وأمريكا الشمالية، حركات تدعو إلى «الاقتراع العمومي ]للذكور[».
في الولايات المتحدة الأمريكية، بعد بدء المحكمة العليا للولايات المتحدة الأمريكية برئاسة إيرل وارين العملَ بمبدأ «رجل واحد، صوت واحد» في أوائل ستينيات القرن العشرين، واصل الكونغرس الأمريكي حمايةَ حق جميع الأمريكيين وخاصة الأمريكيين من أصل أفريقي بالتصويت وتوسيعه، جنبًا إلى جنب مع المحكمة العليا، وذلك من خلال وضع قانون الحقوق المدنية لعام 1964، وقانون حق التصويت العام لعام 1965، والعديد من الأحكام القضائية الأخرى. يرتبط مصطلح «الاقتراع» بشكل خاص مع حق النساء في التصويت، إذ بدأت التحركات الشعبية الهادفة إلى توسيع حق الاقتراع ليشمل النساء في منتصف القرن التاسع عشر، وبلغت ذروتها في عام 1920، حين أبرمت الولايات المتحدة الأمريكية التعديلَ التاسع عشر لدستور الولايات المتحدة الأمريكية بما يضمن حق المرأة في الاقتراع.

## توسيع حق الاقتراع
أصبحت فرنسا، بموجب دستور عام 1793، أول بلد رئيسي يسنّ قانونًا يعطي حق الاقتراع لجميع الذكور البالغين، رغم عدم استخدامه بشكل فعلي (في الانتخابات اللاحقة التي أُقيمت في البلاد في عام 1795 بعد رد فعل ترميدورين عام 1794). في مكان آخر من العالم الناطق باللغة الفرنسية، شرّعت جمهورية هايتي حق الاقتراع العام للذكور في عام 1816. فرضت الجمهورية الفرنسية الثانية حق الاقتراع للذكور البالغين بعد الثورة الفرنسية لعام 1848.
بعد الثورات الفرنسية، ظهرت العديد من التحركات المطالبة بحق الاقتراع العام في العالم الغربي في بدايات القرن التاسع عشر، وركزت على إلغاء الشروط المتعلقة بالتملك. في عام 1867، سنت ألمانيا (الاتحاد الألماني الشمالي) قانونًا يعطي حق الاقتراع لجميع الذكور البالغين. حُرر العبيد في الولايات المتحدة الأمريكية بعد انتهاء الحرب الأهلية الأمريكية، ومُنحوا جميع حقوق المواطنة، بما في ذلك حق الاقتراع للذكور البالغين (رغم وضع العديد من الولايات بعض القيود التي تختصر هذه الحقوق). توسعت مطالب حركات منح حق الاقتراع في العالم في أوائل القرنين التاسع عشر والعشرين لتشمل إعطاء المرأة حقها في التصويت، وهو ما حدث في العديد من الدول الغربية في حقبة ما بعد الحرب الأهلية، وفي العديد من المستعمرات البريطانية خلال تسعينيات القرن التاسع عشر.
في 19 سبتمبر عام 1893، وافق الحاكم البريطاني لنيوزيلندا، اللورد ديفيد بويل، على قانون انتخابي جديد، وأصبحت بريطانيا من خلاله أول مستعمرة بريطانية تعطي المرأة الحق في التصويت في الانتخابات البرلمانية. أعطت مستعمرة جنوب أستراليا المرأة الحق في التصويت بعد فترة وجيزة من ذلك، تحديدًا في عام 1894، وأصبحت بذلك ثاني مستعمرة بريطانية تعطي هذا الحق للنساء، إلا أنها أصبحت المستعمرة الأولى التي تعطي النساء الحق في الترشح للانتخابات. أصبحت الأراضي الروسية المستقلة المعروفة باسم دوقية فنلندا الكبرى (التي أصبحت جمهورية فنلندا في عام 1917) أول إقليم في العالم يعطي حق الاقتراع للعوام دون قيود، إذ مكّن القانون الفنلندي المرأة من الترشح للانتخابات، على عكس نيوزلندا، ولم يُستبعد السكان الأصليين على أساس العرق، كما كان الحال في أستراليا. بعد اعتماد هذا القانون، حجزت بعض النساء مقاعدهنّ في برلمان البلاد في العام التالي لأول مرة في العالم. تمتلك الولايات الفدرالية والأقاليم المستعمرة أو ذاتية الحكم، التي كانت منتشرة في العالم قبل الحرب العالمية الأولى، العديدَ من الأمثلة على التفعيل المبكر لقانون الاقتراع العام. نُفذت هذه التغييرات القانونية بإذن من الهيئات الحكومية البريطانية أو الروسية أو غيرها من الدول التي كانت تُعد دولًا ذات سيادة في تلك الحقبة الزمنية. لهذا السبب، تتباين تواريخ استقلال أستراليا (1901)، ونيوزلندا (1908)، وفنلندا (1917).
تبنت الجمهورية الفرنسية الأولى قانون حق الاقتراع العام للذكور في عام 1792، وطبقته لفترة وجيزة، وكانت بذلك واحدة من أوائل الأنظمة الوطنية التي تُلغي شرط التملك للمُرشحين والمصوتين الذكور. اعترفت اليونان بالحق الكامل للذكور بالاقتراع في عام 1844، في حين اعترفت إسبانيا بذلك في دستور عام 1869، وأعطت كل من فرنسا وسويسرا الحقَّ في الاقتراع للمواطنين الذكور المقيمين في دساتيرها الجديدة بعد ثورة عام 1848. بعد استقلالها في القرن التاسع عشر، وسعت العديد من بلدان أمريكا اللاتنينة، بالإضافة إلى جمهورية ليبيريا الأفريقية، حقَّ الاقتراع ليشمل جميع الذكور البالغين، لكنها عادت في وقت لاحق لتعدل القانون ليشترط على المقترعين أن يكونوا من أصحاب الأملاك. في عام 1871، أعطت الإمبراطورية الألمانية حق الاقتراع الكامل للذكور.